# Mars 1909

## Événements
- France : refus du droit de grève aux fonctionnaires, réaffirmé à la Chambre des députés par le ministre des PTT Louis Barthou.

- 4 mars : début de la présidence républicaine de William Howard Taft aux États-Unis (fin en 1913).

- 10 mars : traité anglo-siamois de Bangkog. Le Siam abandonne quatre États de la péninsule malaise au Royaume-Uni. En contrepartie, les Britanniques renoncent à la plupart de leurs droits extraterritoriaux dans le reste du royaume.

- 14 mars : fondation du parti social-démocrate (SDP) d’inspiration marxiste aux Pays-Bas.

- 15 mars :
  - France : première grève générale dans l’administration publique : les agents des PTT, postiers et télégraphistes, exigent une nouvelle réglementation de la profession et la démission de leur ministre de tutelle. Fait marquant, des dames employées au télégraphe et au téléphone participent à la grève qui se prolonge plusieurs jours;
  - premier vol de l'avion britannique « Short-Wright Glider ».

- 22 mars : élection générale albertaine de 1909. Alexander Cameron Rutherford est réélu premier ministre.

- 31 mars : la pression allemande sur la Russie oblige la Serbie à s’incliner dans la crise balkanique. La Serbie accepte l'annexion de la Bosnie-Herzégovine par l’Autriche-Hongrie.

## Naissances
- 7 mars :
  - Léo Malet, écrivain français († 3 mars 1996).
  - Henri Romanetti, compagnon de la Libération († 5 août 1944).
- 22 mars : Gabrielle Roy, écrivaine canadienne († 1983).
- 24 mars : Clyde Barrow, gangster américain († 23 mai 1934).
- 27 mars : Raymond Oliver, cuisinier et écrivain français († 5 novembre 1990).
  - Jean Mercure, acteur, adaptateur, metteur en scène et homme de théâtre français († 24 juin 1998).
- 30 mars : Ernst Gombrich, historien autrichien († 3 novembre 2001).

## Décès
- 2 mars : Henriëtte Ronner-Knip, peintre belgo-néerlandaise (° 31 mai 1821).